# Мостовик-Приморье
«Мостовик-Приморье» — российский футбольный клуб из Уссурийска.

## История
В августе 1992 года «Локомотив» (неоднократный участник и призёр чемпионата Приморского края) принял участие в турнире дальневосточной зоны команд КФК. В том же году сыграл в Кубке России среди ЛФК (выиграл предварительный этап в своей зоне, но на финальный турнир не поехал).
В 1993 году играл во Второй лиге первенства России, заняв 11-е место из 13 команд в седьмой зоне. В 1998—2005 годах участвовал в первенстве МРО «Дальневосточный футбольный союз» КФК/ЛФЛ (в 2000, 2001 и 2005 годах занимал 2-е место).
В 2008 году в результате слияния команд «Локомотив» и «Мостовик» (основан в 1999 году, носил также названия «Динамо» и «Динамо-Мостовик»[уточнить]) образовалась команда «Мостовик-Локомотив», которая заняла 2-е место на «Дальнем Востоке» (ЛФЛ), а на следующий год снова распалась на 2 разных коллектива (они одновременно участвовали в чемпионате Приморского края: «Мостовик» стал его победителем, а «Локомотив» занял 4-е место). В следующем году «Мостовик-Приморье» победил в чемпионате Приморского края. Лучшим бомбардиром стал Артём Дробышев, забивший 24 гола.
В 2010 году клуб «Мостовик-Приморье» заявился в ПФЛ и получил право выступать в зоне «Восток» Второго дивизиона первенства России (в сезоне-2010 занял 9-е место из 11 команд, в сезоне-2011/12 — 2-е из 13. В 2012 году команда снялась с чемпионата из-за отсутствия финансирования.

## Названия
- 1992—2007 — «Локомотив»[5].
- 2008 — «Мостовик-Локомотив».
- 2009 — «Мостовик»[6], «Локомотив»[5][7].
- 2010—2012 — «Мостовик-Приморье».